# Cyananthus fasciculatus
Cyananthus fasciculatus är en klockväxtart som beskrevs av Cecil Victor Boley Marquand. Cyananthus fasciculatus ingår i släktet Cyananthus, och familjen klockväxter. Inga underarter finns listade i Catalogue of Life.